# Canton de Villeneuve-l'Archevêque
Pour les articles homonymes, voir Villeneuve et L'Archevêque.
Le canton Villeneuve-l'Archevêque est une division administrative française du département de l'Yonne.
Le redécoupage des arrondissements intervenu en 1926 n'a pas affecté le présent canton[réf. souhaitée].

## Composition
Le canton de Villeneuve-l'Archevêque réunit 17 communes. [À mettre à jour à la suite du redécoupage cantonal de 2014 en France Par exemple Saint-Maurice-aux-Riches-Hommes n'en fait plus partie]
| Nom                             | Code Insee | Intercommunalité                 | Superficie (km2) | Population (dernière pop. légale) | Densité (hab./km2) |
| ------------------------------- | ---------- | -------------------------------- | ---------------- | --------------------------------- | ------------------ |
| Bagneaux                        | 89027      | CC de la Vanne et du Pays d'Othe | 16,24            | 211 (2014)                        | 13                 |
| Chigy                           | 89107      | CC de la Vanne et du Pays d'Othe | 11,76            | 315 (2013)                        | 27                 |
| Les Clérimois                   | 89111      | CC de la Vanne et du Pays d'Othe | 12,61            | 286 (2014)                        | 23                 |
| Courgenay                       | 89122      | CC de la Vanne et du Pays d'Othe | 29,87            | 551 (2014)                        | 18                 |
| Flacy                           | 89165      | CC de la Vanne et du Pays d'Othe | 12,50            | 114 (2014)                        | 9,1                |
| Foissy-sur-Vanne                | 89171      | CC de la Vanne et du Pays d'Othe | 15,75            | 327 (2014)                        | 21                 |
| Lailly                          | 89214      | CC de la Vanne et du Pays d'Othe | 22,48            | 197 (2014)                        | 8,8                |
| Molinons                        | 89261      | CC de la Vanne et du Pays d'Othe | 11,97            | 276 (2014)                        | 23                 |
| Pont-sur-Vanne                  | 89308      | CC de la Vanne et du Pays d'Othe | 10,47            | 188 (2014)                        | 18                 |
| La Postolle                     | 89310      | CC de la Vanne et du Pays d'Othe | 11,59            | 138 (2014)                        | 12                 |
| Saint-Maurice-aux-Riches-Hommes | 89359      | CC de la Vanne et du Pays d'Othe | 33,17            | 422 (2014)                        | 13                 |
| Les Sièges                      | 89395      | CC de la Vanne et du Pays d'Othe | 23,59            | 431 (2014)                        | 18                 |
| Theil-sur-Vanne                 | 89411      | CC de la Vanne et du Pays d'Othe | 11,55            | 511 (2013)                        | 44                 |
| Vareilles                       | 89429      | CC de la Vanne et du Pays d'Othe | 10,41            | 238 (2013)                        | 23                 |
| Villeneuve-l'Archevêque         | 89461      | CC de la Vanne et du Pays d'Othe | 6,89             | 1 177 (2014)                      | 171                |
| Villiers-Louis                  | 89471      | CA du Grand Sénonais             | 11,07            | 444 (2014)                        | 40                 |
| Voisines                        | 89483      | CA du Grand Sénonais             | 27,12            | 495 (2014)                        | 18                 |

## Représentation

### conseillers généraux de 1833 à 2015
| Période | Période          | Identité                             | Étiquette             | Qualité |
| ------- | ---------------- | ------------------------------------ | --------------------- | --- |
| 1833    | 1839             | Pierre Piétresson Boudat (1788-1860) |                       | Notaire, maire d'Auxerre (1841-1847) |
| 1839    | 1852 (décès)     | Arsène Goubault                      |                       | Propriétaire, notaire, maire de Villeneuve-l'Archevêque Conseiller d'arrondissement |
| 1852    | 1858 (décès)     | Pierre Carlier                       |                       | Membre du Conseil d'État, ancien Préfet de Police à Paris maire de Thorigny |
| 1858    | 1871             | Camille Doucet                       |                       | Membre de l'Académie française Chef de division au Ministère d'Etat Directeur de la Maison de l'Empereur et des Beaux-Arts |
| 1871    | 1886 (démission) | Émile Javal                          | Républicain           | Docteur-médecin ophtalmologiste à Paris |
| 1886    | 1895             | Alexandre Chardon                    | Républicain           | Maire de Villeneuve-l'Archevêque |
| 1895    | 1901             | Émile Javal                          | Républicain           | Docteur-médecin ophtalmologiste à Paris Député de l'Yonne (1885-1889) |
| 1901    | 1914 (démission) | Jean Javal (fils du précédent)       | Républicain puis Rad. | Ingénieur électricien Député de l'Yonne (1909-1915) Propriétaire de l'abbaye de Vauluisant, commune de Courgenay |
| 1914    | 1940             | Louis Marteau                        | Rad.                  | Ingénieur agricole Maire de Courgenay, conseiller d'arrondissement Député (1928-1932) Nommé membre de la Commission administrative départementale en 1941 Nommé conseiller départemental en 1943 Président du Conseil départemental (1943-1944) décédé en 1944 |
|         |                  |                                      |                       | |
| 1945    | 1951             | Gabriel Laurent                      | DVG (ex-SFIO)         | Maire de Chigy (1934-1977) |
| 1951    | 1958             | Marcel Gaumont                       | DVD                   | Notaire à Villeneuve-l'Archevêque |
| 1958    | 1970             | Gabriel Laurent                      | DVG (Soc.ind. )       | Maire de Chigy |
| 1970    | 1982             | Henri Kienlen                        | PS                    | Vétérinaire Maire de Villeneuve-l'Archevêque |
| 1982    | 2001             | Michel Pichon                        | UDF                   | Cultivateur Conseiller municipal de Villeneuve-l'Archevêque |
| 2001    | 2015             | Jean Pingal                          | UMP                   | Administrateur de Yonne Equipement, Bagneaux |

### Conseillers d'arrondissement (de 1833 à 1940)
| Période                                  | Période | Identité                            | Étiquette   | Qualité |
| ---------------------------------------- | ------- | ----------------------------------- | ----------- | --- |
| 1833                                     | 1839    | Arsène Nicolas Goubault (1793-1852) |             | Notaire, maire de Villeneuve-l'Archevêque                                                                   |
| 1839                                     | 1842    | M. Parent                           |             | |
|                                          |         |                                     |             | |
| 1852                                     | 1861    | Nicolas Bègue                       |             | Notaire à Villeneuve-l'Archevêque                                                                           |
| 1861                                     | 1870    | Adolphe Lorne                       |             | Maire de Lailly                                                                                             |
| 1870                                     | 1877    | Appolone Bonjour (1816-1890)        |             | Marchand de bois, rentier et propriétaire à Thorigny-sur-Oreuse                                             |
| 1877                                     | 1886    | Alexandre Chardon                   | Républicain | Négociant en céréales, maire de Villeneuve-l'Archevêque                                                     |
| 1886                                     | 1910    | Paul Bézine                         | Radical     | Meunier à Molinons - Député (1889-1896) - Sénateur (1896-1909)                                              |
| 1910                                     | 1914    | Louis Marteau                       | RG          | Agriculteur, maire de Courgenay, Président de la Chambre d'Agriculture de l'Yonne                           |
| 1914                                     | 1919    | siège vacant                        |             | |
| 1919                                     | 1940    | Ernest-Charles Marois               |             | Maire de Villeneuve-l'Archevêque                                                                            |
| Les données manquantes sont à compléter. |         |                                     |             | |
| 1940                                     |         |                                     |             | Les conseils d'arrondissement ont été suspendus par la loi du 12 octobre 1940 et n'ont jamais été réactivés |

## Démographie
| 1962  | 1968  | 1975  | 1982  | 1990  | 1999  | 2006  | 2011  | 2012  |
| ----- | ----- | ----- | ----- | ----- | ----- | ----- | ----- | ----- |
| 5 637 | 5 471 | 4 970 | 5 012 | 5 287 | 5 743 | 6 181 | 6 323 | 6 313 |